# Andrei Dumiter
Ioan Andrei Vasile Dumiter (Timișoara, 10 aprile 1999) è un calciatore rumeno, attaccante del Voluntari in prestito dall'UTA Arad.

## Caratteristiche tecniche
È un'ala destra.

## Carriera

### Club
Cresciuto nel Banatul Timișoara, inizia la propria carriera professionistica nel 2016 al Nuova Mama Mia in Liga III; l'anno seguente si trasferisce al Ripensia Timișoara dove gioca due stagioni da protagonista realizzando 21 reti in 68 presenze in Liga II.
Nel 2019 viene acquistato dal Sepsi con cui debutta in Liga I il 12 luglio giocando l'incontro pareggiato 0-0 contro il Voluntari; poche settimane più tardi viene prestato al Chindia Târgoviște per sei mesi.

### Nazionale
Ha giocato nella nazionale rumena Under-18.

## Statistiche
Statistiche aggiornate al 18 luglio 2021.

### Presenze e reti nei club
| Stagione        | Squadra            | Campionato      | Campionato | Campionato | Coppe nazionali | Coppe nazionali | Coppe nazionali | Coppe continentali | Coppe continentali | Coppe continentali | Altre coppe | Altre coppe | Altre coppe | Totale | Totale | Totale |
| Stagione        | Squadra            | Comp            | Pres       | Reti       | Comp            | Pres            | Reti            | Comp               | Pres               | Reti               | Comp        | Pres        | Reti        | Pres   | Reti   |        |
| --------------- | ------------------ | --------------- | ---------- | ---------- | --------------- | --------------- | --------------- | ------------------ | ------------------ | ------------------ | ----------- | ----------- | ----------- | ------ | ------ | ------ |
| 2016-2017       | Nuova Mama Mia     | L3              | ?          | ?          | CR              | 1               | 0               |                    | -                  | -                  |             | -           | -           | 1+     | 0+     |        |
| 2017-2018       | Ripensia Timișoara | L2              | 34         | 11         | CR              | 0               | 0               |                    | -                  | -                  |             | -           | -           | 34     | 11     |        |
| 2018-2019       | Ripensia Timișoara | L2              | 34         | 10         | CR              | 0               | 0               |                    | -                  | -                  |             | -           | -           | 34     | 10     |        |
| lug.-ago. 2019  | Sepsi              | L1              | 2          | 0          | CR              | 0               | 0               |                    | -                  | -                  |             | -           | -           | 2      | 0      |        |
| 2019-gen. 2020  | Chindia Târgoviște | L1              | 12         | 1          | CR              | 1               | 0               |                    | -                  | -                  |             | -           | -           | 13     | 1      |        |
| gen.-giu. 2020  | Sepsi              | L1              | 3          | 0          | CR              | 1               | 1               |                    | -                  | -                  |             | -           | -           | 4      | 1      |        |
| 2020-2021       | Sepsi              | L1              | 9          | 1          | CR              | 0               | 0               |                    | -                  | -                  |             | -           | -           | 9      | 1      |        |
| 2021-2022       | Sepsi              | L1              | 1          | 0          | CR              | 0               | 0               |                    | -                  | -                  |             | -           | -           | 1      | 0      |        |
| Totale carriera | Totale carriera    | Totale carriera | 95+        | 23+        |                 | 3               | 1               |                    | -                  | -                  |             | -           | -           | 98+    | 24+    |        |